# Miquel Morell i Covas
Miquel Morell i Covas (Granollers, Vallès Oriental, 1923 - Albacete, la Manxa, 5 de novembre de 2012) fou un escultor català.
De pares mallorquins, Morell va néixer accidentalment a Granollers el 1923 i, després va tornar amb els seus pares, essent encara un infant a Mallorca, establint-se al barri del Camp Redó (Palma). Estudia a l'Escola d'Arts Aplicades i Oficis Artístics d'aquesta ciutat i a un taller d'escultura. Va rebre la influència d'artistes com Alberto Giacometti, Henry Moore o El Greco, que es van convertir en els seus referents. Això es pot comprovar en la esquematicitat i estilització que es reflecteix en la seva obra, especialment en les seves escultures de filferro, ferro o fusta, indiferentment de la qualitat dels materials, generalment «pobres». Una de les seves obres va ser cedida recentment al museu modernista Can Prunera de Sóller. La seva obra està impregnada d'un figurativisme molt esquematitzat, relacionat amb l'escultura gòtica i centrat en la figura humana. El 1957 fa la primera exposició a Palma, on durant la seva trajectòria professional va desenvolupar la major part de la seva activitat artística. Posteriorment exposa a diverses localitats de Mallorca, la Península, França, Bèlgica i Amèrica. Tenint en compte aquest esperit crític i pessimista, Morell sempre s'ha situat a contracorrent de les modes i les maneres tendents a la comercialització de la cultura, que només tenien l'èxit social com a objectiu, més enllà dels valors intrínsecament culturals, i ha estat considerat un membre de l'anomenat grup «artistes marginats». L'artista va ser un rebel contra els convencionalismes i la comercialització burgesa de l'art. Es va mostrar sempre crític amb l'academicisme imperant durant el franquisme i el 1959 va fundar, al costat d'una quinzena de creadors, el Grup Tago. En la seva obra, especialment en l'escultura, va intentar reflectir les angoixes i frustracions de les classes populars mallorquines aclaparades durant dècades per l'herència de la guerra civil.
Morell, que havia exposat a diversos països europeus i americans, el 5 de novembre de 2011 va morir a la ciutat manxega d'Albacete, en la qual va residir els darrers anys de la seva vida, des que decidís abandonar Mallorca el 1996 i on treballava com a corrector per al diari Última Hora.